# Szlak Książąt Pszczyńskich
Szlak Książąt Pszczyńskich – szlak turystyczny w województwie śląskim. Na jego trasie znajduje się Muzeum Zamkowe w Pszczynie, Zameczek Myśliwski w Promnicach i Tyskie Muzeum Piwowarstwa.

## Przebieg szlaku
- Pszczyna
- Kobiór
- Tychy